# Argentinaparken
Argentinaparken Argentinski park på slovenska, är en liten park i centrala Ljubljana, Slovenien. Parken hette tidigare Leninparken men döptes om 1990 till Argentinaparken som symbol för vänskap mellan Slovenien och Argentina. I närheten av parken finns  parken finns många restauranger och hotell.